# Ґрабовець (Ілавський повіт)
Ґрабовець (пол. Grabowiec, нім. Buchfelde) — село в Польщі, у гміні Суш Ілавського повіту Вармінсько-Мазурського воєводства.
Населення — 80 осіб (2011).
У 1975-1998 роках село належало до Ельблонзького воєводства.

## Демографія
Демографічна структура станом на 31 березня 2011 року:
|          | Загалом | Допрацездатний вік | Працездатний вік | Постпрацездатний вік |
| -------- | ------- | ------------------ | ---------------- | -------------------- |
| Чоловіки | 47      | 10                 | 34               | 3                    |
| Жінки    | 33      | 5                  | 21               | 7                    |
| Разом    | 80      | 15                 | 55               | 10                   |